# Хоромёнка
Хоромёнка — река в России, протекает по Плюсскому району Псковской области.

## География и гидрология
Истоки находятся под деревней Лотохово. Далее по безымянному ручью сток осуществляется в озеро Марьинское. Из Марьинского (в дер. Марьинско) берёт начало речка под названием Ядринка (Ядрынька); протекая в нижнем течении через два небольших озерца Рясинецкое (у деревни Рясинец) и Источно, она впадает в озеро Хоромно. Собственно уже из этого озера берёт начало река под названием Хоромёнка. Чуть ниже, на левом её берегу, стоит деревня Бор. Впадает река в озеро Сивчиха, через которое протекает река Яня. Длина реки вместе с Ядринкой составляет 11 км.

## Данные водного реестра
По данным государственного водного реестра России относится к Балтийскому бассейновому округу, водохозяйственный участок реки — Нарва. Относится к речному бассейну реки Нарва (российская часть бассейна).
Код объекта в государственном водном реестре — 01030000412102000027137.